# Succisella andreae-molinae
Succisella andreae-molinae är en tvåhjärtbladig växtart som beskrevs av S. Pajarón och A. Escudero. Succisella andreae-molinae ingår i släktet Succisella och familjen Dipsacaceae. Inga underarter finns listade i Catalogue of Life.